# Игнатий Иосиф III
Игнатий Иосиф III (в миру Эфрем Жозеф Юнан, фр. Ephrem Joseph Younan) — Патриарх Сирийской католической церкви, возглавивший её с 20 января 2009 года.

## Биография
Родился 15 ноября 1944 года в Хасеке, Сирия. В 1971 году рукоположён во священники, после чего возглавлял в течение двух лет сирокатолическую Шарфетскую семинарию в Ливане, в течение 7 лет был директором отдела катехизации епархии Хасеке. Вплоть до 1986 года служил в кафедральном соборе Благовещения в Бейруте.
В 1986 году был отправлен в США с задачей установить там церковные структуры для католиков сирийского обряда. Три образованные Эфремом Юнаном сирокатолических прихода в Ньюарке, Лос-Анджелесе и Сан-Диего были объединены папой Иоанном Павлом II 6 ноября 1995 года в епархию Богоматери Избавительницы с центром в Нью-Арке, отдельную епархию Сирийской католической церкви. 7 января 1996 года Эфрем Юнан был возведён в сан епископа и стал первым главой этой епархии.
В начале 2008 года патриарх Сирийской католической церкви Игнатий Пётр VIII подал в отставку из-за нестроений внутри церкви. 2 февраля его прошение об уходе с поста Патриарха было одобрено папой римским Бенедиктом XVI. Вплоть до выборов нового Патриарха церковью управлял Комитет по управлению патриархатом, членов которого назначил Папа.
Согласно Кодексу канонов восточнокатолических церквей церкви в статусе Патриархата самостоятельно выбирают своего главу на синоде, после чего избранный Патриарх испрашивает церковного общения с Папой. На синоде Сирийской католической церкви, проходившем в Риме с 18 по 20 января под председательством кардинала Леонардо Сандри, префекта Конгрегации по делам восточных церквей, епископ Юнан был избран новым Патриархом.
Он принял имя Игнатий Иосиф III и обратился с просьбой к папе римскому Бенедикту XVI о принятии в церковное общение. 23 января Папа в письме к новоизбранному Патриарху заявил, что «от всего сердца выполняет его просьбу о принятии в церковное общение», после чего, в соответствии с канонами, новоизбранный Патриарх считается утверждённым. В тот же день Бенедикт XVI дал аудиенцию патриарху Игнатию Иосифу III.
Патриарх является Великим Магистром высших наград Сирийского Антиохийского патриархата, вручаемых от его имени: Ордена Святого Игнатия Антиохийского и Креста заслуг.

## Галерея

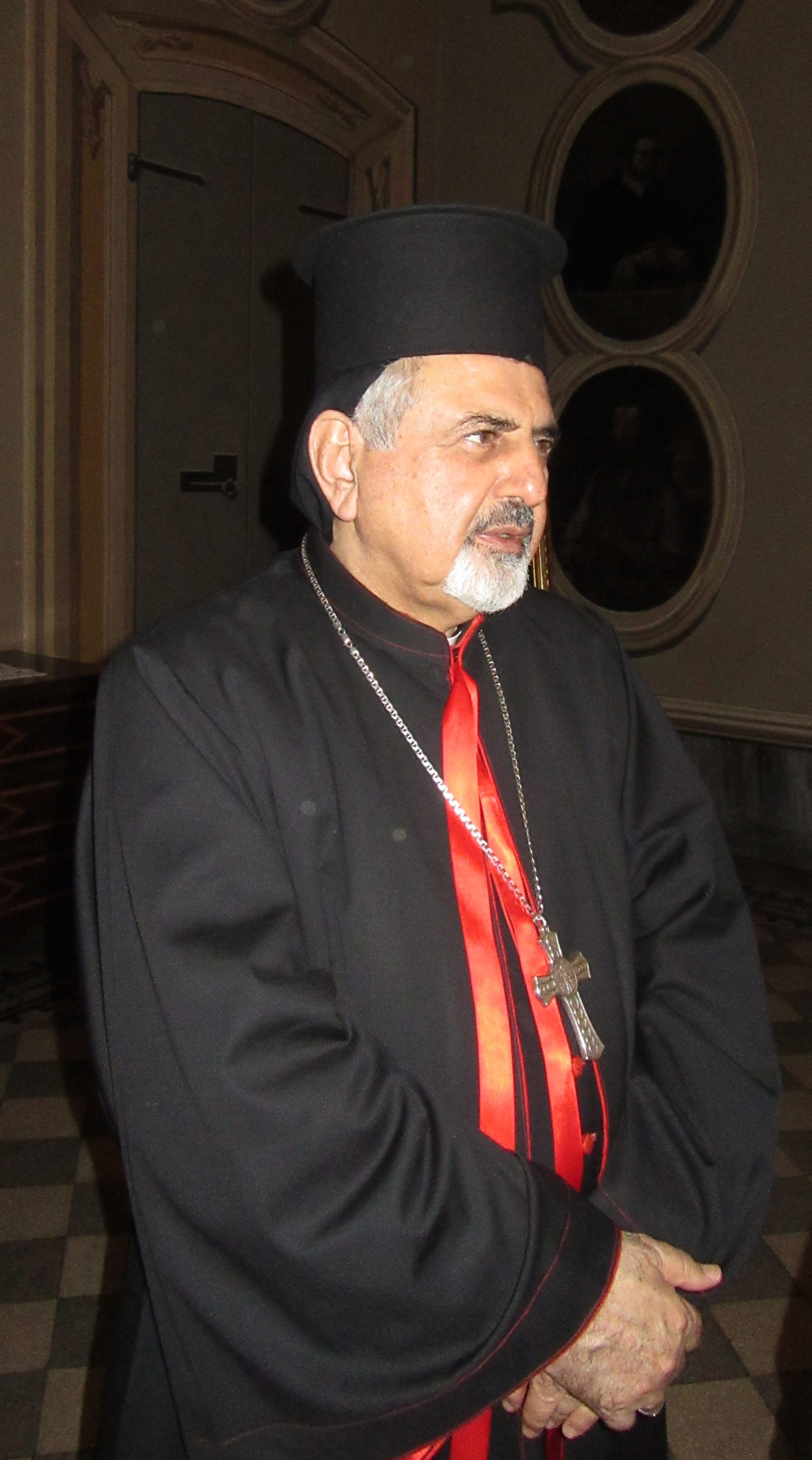
Патриарх Игнатий Иосиф III, Лоди, 20 февраля 2017
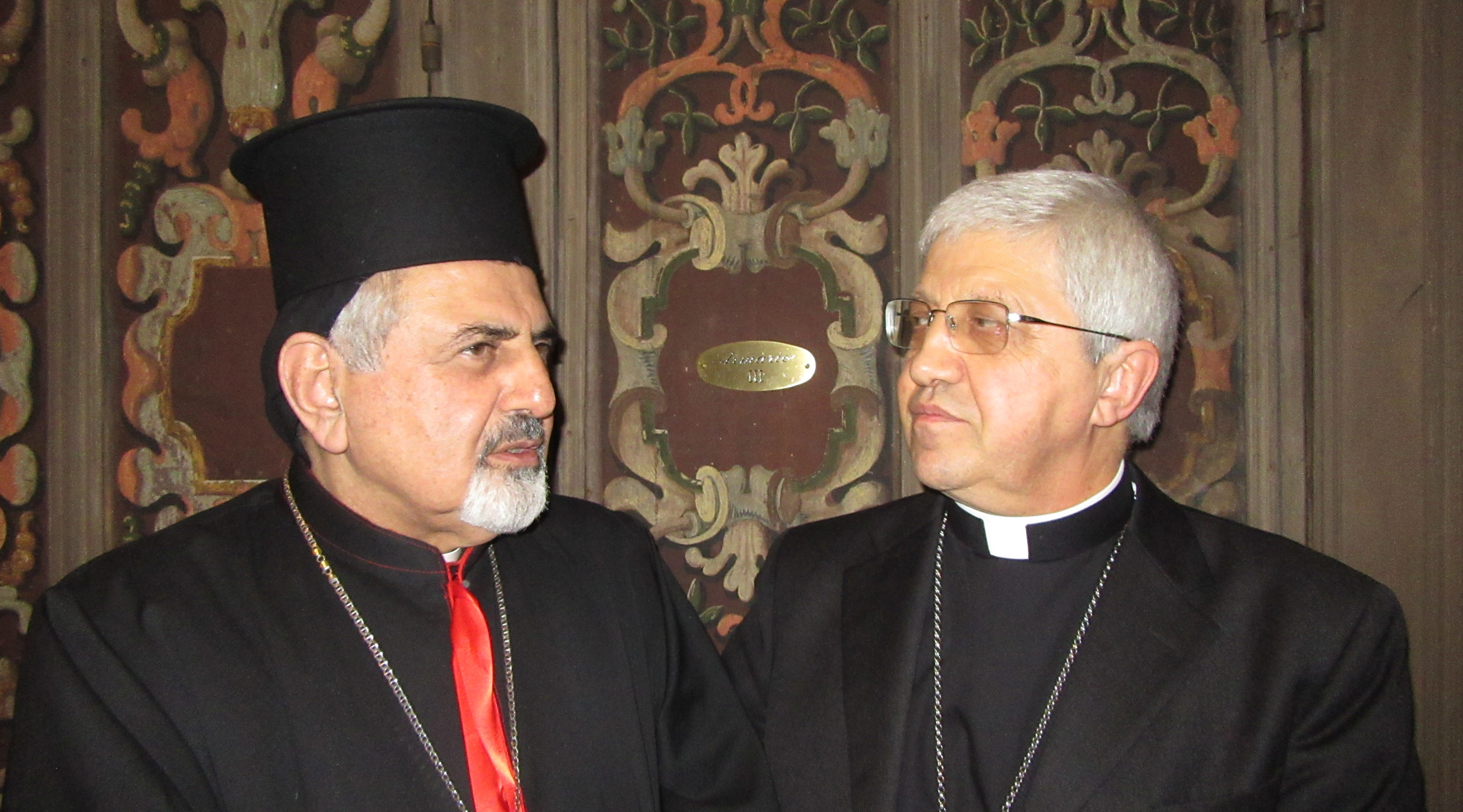
Монсеньор Маурицио Мальвестити (справа) приветствует Игнатия Иосифа III в епископском доме в  Лоди 20 февраля 2017 года.